# Municipio de Agua Dulce
El municipio de Agua Dulce es un municipio ubicado en la zona sur del estado de Veracruz, México, en la Región Olmeca. Su cabecera es la localidad de Agua Dulce. Se ubica en la planicie costera del golfo de México, y está regado por el río Tonalá y sus afluentes. Es uno de los 212 municipios del estado. Está ubicado en las coordenadas 18°09′00″ latitud norte y 94°08′00″ longitud oeste, a una altitud media de 46 m s. n. m. (metros sobre el nivel del mar). En este municipio se encuentra la Sección 22 del STPRM (Sindicato de Trabajadores Petroleros de la República Mexicana). 
Categorizado como urbano, en el 2015 lo habitaban 48 091 personas.
Tiene un clima regularmente cálido, con lluvias la mayor parte del año, principalmente en verano, y algunas más en otoño.
Es característico su "Mercado Campesino", que cuenta con gran variedad de surtido: Carnes de aves de corral, bovino, porcino, pescado y marisco de la región, gran variedad de fruta, verdura, hierbas de la región, productos artesanales y  variedad de antojitos.
Cuenta con playas, "Las Palmitas" y "El Tortuguero" un gran atractivo turístico. Existen también restaurantes típicos, ubicados en las orillas del río Tonalá y en partes de la Colonia El Muelle  ribera.

## Historia
La fundación del poblado de Agua Dulce se remonta a 1911, de acuerdo a lo que señalan algunos documentos históricos, principalmente por la actividad que desarrolló en esta región la compañía petrolera ‘El Águila’, propiedad del británico sir Weetman Dickinson Pearson y que inició operaciones en 1906 en el sureste Veracruzano, construyendo la primera refinería en Minatitlán, además de obtener los permisos para explotar nuevos yacimientos en Veracruz, Tabasco, Campeche, Chiapas, San Luis Potosí y Tamaulipas.
Por decreto del 20 de junio de 1934 -cuatro años antes de la expropiación petrolera promovida por el presidente Lázaro Cárdenas del Río- se elevó a la categoría de congregación el poblado de Agua Dulce, perteneciente al entonces municipio de Puerto México (ahora Coatzacoalcos).
Agua Dulce, al igual que otras localidades vecinas como Las Choapas, Moloacán y Nanchital, crecieron a un ritmo acelerado durante el apogeo de la industria petrolera bajo la naciente industria de Petróleos Mexicanos (Pemex).
Durante las décadas posteriores arribaron a esta localidad, decenas de familias provenientes de distintas partes de la República Mexicana, principalmente grandes grupos de Tabasco, Chiapas, Oaxaca y Tamaulipas, así como de otras zonas de Veracruz -principalmente del norte-, en su mayoría para trabajar en Pemex, algunos otros para establecer negocios de distintos rubros.
Esto le brindó a Agua Dulce una mezcla de culturas y tradiciones, formando lentamente una identidad que adquirieron las nuevas generaciones de habitantes nacidos en suelo Veracruzano.
El 12 de julio de 1984, la congregación de Agua Dulce se eleva a la categoría de ciudad; de acuerdo al decreto número 195 del 25 de noviembre de 1988 crea el municipio libre de Agua Dulce, con ejidos y una congregación que se segregan del municipio de Coatzacoalcos.

### Historia Política de Municipio Libre
El decreto que hizo de Agua Dulce municipio libre se llevó a cabo después de las elecciones municipales que renovarían las alcaldías del periodo 1989-1991, razón por la cual el primero Gobierno Municipal estuvo conformad por un Consejo Municipal encabezado por el extinto profesor Librado Gómez Ahumada.
Para 1991 se celebran las primeras elecciones municipales para el municipio de Agua Dulce, donde resultó vencedor Juvencio Hernández del Ángel para el periodo 1992-1994, falleciendo en funciones y el trienio fue terminado por el alcalde suplente Juan Miranda Eslava.
Para el periodo 1995-1997 gobernó el médico Felipe Peña Cruz, posteriormente ocupó la Presidencia Municipal el también médico Raúl Delgado Montalvo en el trienio 1998-2000; Jorge Luis Pérez León fue ungido Alcalde para el primer cuatrienio en el periodo 2001-2004.
El Arquitecto Agustín Aguilar Ibarra gobernó Agua Dulce en la administración 2005-2007, cediendo el cargo a Vicente Escalante Macario en el trienio 2008-2010, aunque a pocas semanas para terminar su mandato renunció y ocupó interinamente la presidencia el entonces Síndico Único, contador Bartolo Hernández Vargas.
El periodo 2011-2013 estuvo encabezado por Alejandro Torruco Vera, quien solicitó licencia por varios meses, periodo en el cual la Síndico Mara Adame Reyes fungió como Alcaldesa interina, siendo la primera mujer en llegar a esta posición en la localidad.
Daniel Martínez González fue nombrado Presidente Municipal en la administración 2014-2017, entregando el cargo al licenciado Sergio Guzmán Ricárdez, quien se encuentra al frente del Poder Ejecutivo Municipal para el periodo 2018-2021.

## Economía
La economía del municipio se basa en la agricultura, la industria petrolera, la pesca, la ganadería y el turismo.

## Límites municipales
El municipio colinda al norte con el golfo de México, al sur con el arroyo El Pesquero —que es la colindancia con el municipio de Las Choapas—, al este con el estado de Tabasco, y al oeste con el municipio de Coatzacoalcos.
Tiene límites administrativos con los siguientes municipios o accidentes geográficos, según su ubicación:
|                                 | Norte: Golfo de México | Nordeste: Cárdenas (Tabasco) |
| Oeste: Coatzacoalcos y Moloacán |                        | Este: Huimanguillo (Tabasco) |
| Suroeste: Moloacán              | Sur: Las Choapas       |                              |